# Vincenzo Galilei

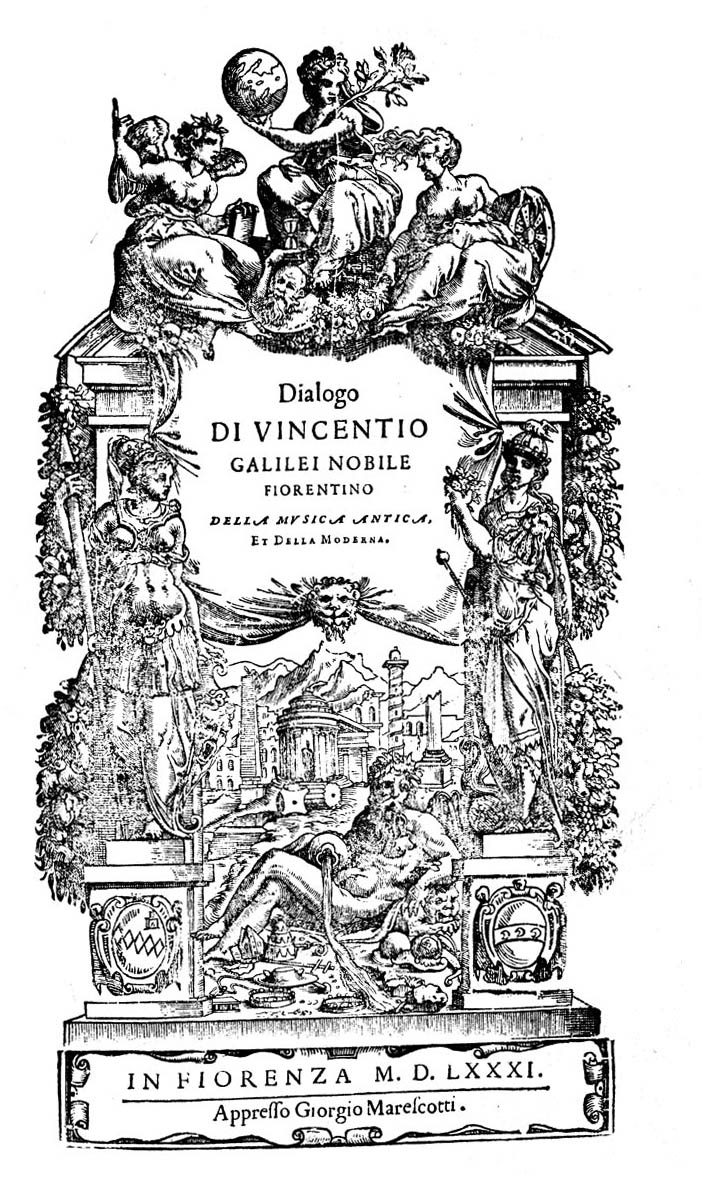
Della musica antica et della moderna, 1581

Vincenzo Galilei (Santa Maria a Monte, 3 de abril de 1520 — Florença, 2 de julho de 1591) foi um lutenista, compositor e teórico musical italiano. Entre seus filhos estavam o astrônomo e físico Galileu Galilei e o virtuoso e compositor alaudista Michelagnolo Galilei. Vincenzo foi uma figura da vida musical do final do Renascimento e contribuiu significativamente para a revolução musical que marca o início da era barroca.
Em seu estudo do tom e da tensão das cordas, Galilei produziu talvez a primeira descrição matemática não linear de um fenômeno natural conhecido na história. Foi uma extensão de uma tradição pitagórica, mas foi além dela.

## Biografia
Ele nasceu por volta de 1520 em Santa Maria a Monte, Pisa, Toscana e começou a estudar alaúde desde cedo. Algum tempo antes de 1562 mudou-se para Pisa, onde em 5 de julho casou-se com Giulia Ammannati, de família nobre. Galileu Galilei era o mais velho de seis ou sete filhos; outro filho, Michelagnolo, nascido em 1575, tornou-se um músico e compositor talentoso.
Galilei era um tocador habilidoso de alaúde que cedo na vida atraiu a atenção de patronos poderosos. Em 1563 conheceu Gioseffo Zarlino, o mais importante teórico da música do século XVI, em Veneza, e começou a estudar com ele. Um pouco mais tarde, ele se interessou pelas tentativas de reviver a música e o drama da Grécia Antiga, por meio de sua associação com a Camerata florentina, um grupo de poetas, músicos e intelectuais liderados pelo Conde Giovanni de 'Bardi, bem como seus contatos com Girolamo Mei, o mais importante estudioso da época da música grega antiga. Galilei compôs dois livros de madrigais, bem como música para alaúde, e uma quantidade considerável de música para voz e alaúde; esta última categoria é considerada sua contribuição mais importante, pois antecipou de muitas maneiras o estilo do barroco inicial.
O uso do recitativo na ópera é amplamente atribuído a Galileu, uma vez que ele foi um dos inventores da monodia, o estilo musical mais próximo do recitativo.

## Acústica e teoria musical
Galilei antecipou O Cravo Bem Temperado de Bach ao promover temperamento igual. Em sua exploração da afinação e tonalidades, ele compôs 24 grupos de danças, "claramente relacionadas a 12 tonalidades maiores e 12 tonalidades menores" (1584).
Algumas das contribuições teóricas mais importantes de Galileu envolvem o tratamento da dissonância: ele tinha uma concepção amplamente moderna, permitindo dissonância passageira "se as vozes fluírem suavemente", bem como dissonância no ritmo, como suspensões, que ele chamou de "dissonância essencial". Isso descreve a prática barroca, especialmente quando ele define regras para a resolução de suspensões por um salto preliminar de, seguido por um retorno, a nota de resolução esperada.
Vincenzo Galilei foi um dos pioneiros no estudo sistemático da acústica, principalmente em sua pesquisa (auxiliado por seu filho Galileu) na fórmula matemática de cordas esticadas. Galileu disse a seu biógrafo que Vincenzo o apresentou à ideia de teste e medição sistemáticos por meio do porão de sua casa em Pisa, que era amarrado com pedaços de cordas de alaúde, cada um de diferentes comprimentos, com diferentes pesos presos.
Galilei fez descobertas na acústica, particularmente envolvendo a física de cordas vibrantes e colunas de ar. Ele descobriu que, embora a proporção de um intervalo seja proporcional ao comprimento das cordas - por exemplo, uma quinta perfeita tem as proporções de 3: 2 - ela variava com a raiz quadrada da tensão aplicada (e a raiz cúbica de volumes côncavos de ar). Pesos suspensos de cordas de comprimento igual precisam estar na proporção de 9: 4 para produzir a quinta perfeita de 3: 2.
Este trabalho foi levado adiante por Marin Mersenne, que formulou a lei atual das cordas vibratórias. Mersenne tinha apenas três anos quando Vincenzo morreu, mas mais tarde manteria uma ligação regular com Galileu (e muitos outros cientistas). Ele tratou Galileu como um membro valioso de sua rede científica. Ele comunicou as idéias de Galileu para um relógio de pêndulo a Christiaan Huygens (que o aprimorou).
Apesar de ser um padre, Mersenne defendeu Galileu quando ele foi atacado pela igreja em 1633, mas também questionou as alegações de Galileu e contestou a precisão de algumas das descobertas de Galileu. Ele conduziu seus próprios experimentos duplicados que melhoraram sua precisão.